# Hercostomus abortivus
Hercostomus abortivus är en tvåvingeart som beskrevs av Octave Parent 1935. Hercostomus abortivus ingår i släktet Hercostomus och familjen styltflugor. Inga underarter finns listade i Catalogue of Life.